# 백수호
백수호(본명: 백승환; 1998년 4월 17일 ~ )은 대한민국의 배우이다.

## 학력
- 은행고등학교 (졸업)
- 성균관대학교 의상학과 (재학)

## 연기 활동

### 드라마
- 2008년 평화방송 창립 20주년 기념 특별기획 드라마 《땀의 순교자 탁덕 최양업》 ... 개똥이 아들 역
- 2011년 SBS 미니시리즈 《뿌리깊은 나무》 ... 어린 윤평 역(이수혁 아역)
- 2011년 MBC 미니시리즈 《나도, 꽃》 ... 어린 서재희 역(윤시윤 아역)
- 2011년 JTBC 대하드라마 《인수대비》 ... 송이의 오빠, 어린 윤구 역(반상윤 아역)
- 2012년 tvN 미니시리즈 《아이 러브 이태리》 ... 어린 금은동 역(김기범 아역)
- 2013년 SBS 미니시리즈 《장옥정, 사랑에 살다》 ... 어린 현치수 역(재희 아역)
- 2015년 KBS1 대하드라마 《징비록》 ... 어린 선조 역(김태우 아역)
- 2015년 KBS2 미니시리즈 《블러드》 ... 어린 박지상 (안재현 아역)
- 2015년 SBS 미니시리즈 《육룡이 나르샤》 ... 어린 무휼 역(윤균상 아역)
- 2016년 KBS2 미니시리즈 《뷰티풀 마인드》 ... 어린 이영오 역(장혁 아역)
- 2017년 KBS2 미니시리즈 《7일의 왕비》 ... 어린 이역 역 (연우진 아역)
- 2018년 OCN 수목드라마 《신의 퀴즈: 리부트》 ... 임도윤 역
- 2019년 MBC 주말특별기획 《이몽》 ... 마자르 역
- 2019년 SBS 월화드라마 《17세의 조건》 ... 강기현 역

### 영화
- 2007년 《리턴》 ... 나상우 역
- 2009년 《애자》 ... 어린 민석 역
- 2011년 《도가니》 ... 전민수 역
- 2013년 《남쪽으로 튀어》 ... 최나라 역
- 2014년 《좋은 친구들》 ... 어린 임현태 역
- 2024년 《범죄도시4》 ... 조성재 역 (첫 천만영화)

### 뮤직비디오
- 2012년 하이니 - 전설같은 이야기

## 수상 및 후보
| 연도 | 시상식       | 부문              | 작품          | 결과 |
| ---- | ------------ | ----------------- | ------------- | ---- |
| 2016 | KBS 연기대상 | 남자 청소년연기상 | 뷰티풀 마인드 | 후보 |
| 2017 | KBS 연기대상 | 남자 청소년연기상 | 7일의 왕비    | 후보 |